# William Cabell Rives
William Cabell Rives, född 4 maj 1793 i Amherst County i Virginia, död 25 april 1868 i Albemarle County i Virginia, var en amerikansk politiker och diplomat. Han representerade delstaten Virginia i båda kamrarna av USA:s kongress, först i representanthuset 1823–1829 och sedan i senaten 1832–1834, 1836–1839 samt 1841–1845. Han var chef för USA:s diplomatiska beskickning i Frankrike 1829–1832 och 1849–1853.
Rives studerade vid Hampden-Sidney College och The College of William & Mary. Han inledde sin karriär som advokat i Charlottesville. Han blev invald i representanthuset i kongressvalet 1822. Han omvaldes tre gånger och avgick sedan 1829 för att tillträda som USA:s minister i Paris. Han återvände 1832 till USA. Senator Littleton Waller Tazewell avgick 1832 och efterträddes av Rives. Han avgick i sin tur år 1834 och efterträddes av Benjamin W. Leigh.
Senator John Tyler avgick 1836 och efterträddes av Rives. Han var kvar i senaten fram till slutet av Tylers mandatperiod år 1839 som demokrat. Virginias lagstiftande församling kunde inte enas om en efterträdare. Rives valdes sedan år 1841 till en ny mandatperiod efter att han hade bytt parti till whigpartiet. Han efterträddes 1845 av Isaac S. Pennybacker.
President Zachary Taylor utnämnde Rives år 1849 på nytt till beskickningschef i Paris. Han fortsatte i sitt uppdrag efter Taylors död under president Millard Fillmore. Han återvände 1853 till USA och efterträddes som beskickningschef av John Y. Mason.
Rives var först emot sydstaternas utträde ur USA men förblev lojal mot Amerikas konfedererade stater under hela amerikanska inbördeskriget. Han var ledamot av CSA:s representanthus 1864-1865.